# Threshold of Toxicological Concern
Der Threshold of Toxicological Concern (TTC) ist ein Grenzwert für Stoffe unbekannter Toxizität, aber bekannter chemischer Struktur. Unterhalb des Grenzwerts wird angenommen, der Stoff sei bei einer bestimmten Exposition in dieser Konzentration unbedenklich; oberhalb des Grenzwerts sind weitere Untersuchungen und eine Toxizitätsbestimmung (normalerweise mit Tierversuchen) erforderlich.
Der TTC wird in einem Entscheidungsbaum aus Daten zu Stoffen ähnlicher Struktur festgelegt, die Grenzwerte sind dabei niedrig angesetzt (Vorsorgeprinzip).

## Verwendung
Die Europäische Behörde für Lebensmittelsicherheit (EFSA) hat das TTC-Konzept geprüft und verwendet es durchgängig für Aromastoffe und Pestizide im Grundwasser.
In der Schweiz ist die Anwendung des TTC-Konzepts für Trinkwasser ab 2009 vom Bundesamt für Gesundheit als Vollzugshilfe beschrieben und mit der Revision der Fremd- und Inhaltsstoffverordnung (FIV) 2015 gesetzlich vorgeschrieben worden.
Auslöser für diese Einführung waren bei der Hardwasser AG nachgewiesene Chlorbutadiene, für die weder genügend Toxizitätsdaten vorhanden noch Grenzwerte festgelegt waren. Mit Hilfe des TTC-Verfahrens wurden Grenzwerte definiert und nach einer späteren Toxizitätsbestimmung (Ames-Test und Chromosomenaberrationstest) bestätigt.